# たけだバーベキュー
たけだバーベキュー（1986年1月17日 - ）は、日本のお笑い芸人。男性。血液型A型。吉本興業所属。
「バーベキュー芸人」「アウトドア芸人」として活動している。またカナダ・アルバータ州バーベキュー大使、東洋アルミBBQアンバサダーの肩書きも持つ。

## 来歴・人物

### グランドマザー時代
兵庫県加古川市出身。加古川市別府で育つ。加古川市立別府小学校、加古川市立別府中学校、兵庫県立加古川西高等学校卒業後、関西大学へ進学。高校ではラグビー部に所属していた。今でも同高ラグビー部と親交がある。小・中学校の先輩に陣内智則がいる。高校の部活の先輩に誘われ、2004年大阪NSCに27期生として入学。「グランドマザー」を結成し、ボケを担当する。同期にはタナからイケダ、諸見里大介、いがわゆり蚊、GAG少年楽団、ビーフケーキなどがいる。
2005年3月3日グランドマザーで出場した、大阪府吹田市で行われた漫才コンテストにて堀江貴文を題材にした時事ネタを披露し、2位に入賞する。この時、審査員長として来ていたオール巨人から「君はなんぼでもネタ書けるやろ?君は売れる」と太鼓判を押され、このエピソードは27期の中で語り草となっている。この大会の翌日にグランドマザーは解散。

### 竹田中道時代
その後、中道正彦（現フラワーズオブロマンス）と「竹田中道」というコンビを結成するが1カ月ほどで解散した。
解散の理由は、当時行われていたビーコードというオーディションで、一番上からABCのランクをつけられるシステムでごく少数しかいないCランクに入ってしまったから（Cランクはネタが飛んだり、極端に声が小さかったり、コンビ名をはっきり言えなかったりしたコンビにつけられるのだが、竹田中道は声もしっかり出し、コンビ名もはっきり言い、ネタが飛ぶこともなくやり終えたが「ネタが全く理解されなかった」という理由でCランクをつけられた）。

### ギャフン時代
その後、2006年6月に常道裕史（現2700）に誘われて「竹田まさし・ひろし」を結成。その後「チャーミングナイス」に名前を変えるが、最終的には「ギャフン」というコンビ名に落ち着き、M-1グランプリ2007で2回戦進出を果たす。
2007年11月13日放送のリンカーンの「どんだけぇ～の泉～素晴らしきどんだけぇ～芸人～」に出演し、「カフェオレを自分の体で作ることができる芸人がいる」というタイトルで、鼻から牛乳とコーヒーを飲み、目からカフェオレを出すという特技を披露。60どんだけぇ～を獲得する。
また、2007年の12月29日に行われたオールザッツ漫才の「若槻千夏を笑わせろ」にコンビで出演するが、ネタ中にディレクターの指示の声が入ったためネタが飛び、放送事故を起こしかける。その後解散。

### マスタング時代
2008年4月に同期の松尾圭司とマスタングを結成する。相方の松尾は上記グランドマザー時代に2位に入賞したコンテストで3位に入ったコンビ「レールウェイズ」のツッコミを担当していた。
2008年M-1グランプリ2回戦進出、2009年M-1グランプリ3回戦進出、2010年M-1グランプリ2回戦進出。キングオブコント2010年2回戦進出、キングオブコント2011年3回戦進出、キングオブコント2012年準々決勝進出。2012年10月にコンビを解消した。

### バーベキュー芸人として
マスタング解散後、吉本が劇場のリフレッシュのため27期生以上は劇場に立たせないという通達を出す。たけだは劇場に出られないなら吉本に居る意味がないと判断し、吉本を退社する事を決断し吉本に辞めることを伝えた。すると吉本から「君のBBQの能力は使えるから文化部に行きなさい。」と言われ、たけだは「考えておきます」と返事をしたが、その2週間後に文化部の社員から「文化部に移動される事が決定したと聞きましたので、つきましてはいつ上京するかお教えください。」と留守番電話が入っていた。その後仕方ないので上京した。
BBQ芸人として知られており、「いつもと異なる非日常の中で、肉などを焼いて食べる…その雰囲気を楽しむことがBBQの醍醐味」と語る。10年にバーベキュー検定を受検し、初級インストラクターに合格する。そして、2011年1月29日30日当時のBBQ協会本部があった芦屋にて上級インストラクターの試験を受け、「上級インストラクター」の資格を取得する。
R-1ぐらんぷり2012にて、「たけだバーベキュー」として3回戦まで進んだ。同年にマスタングを解散した後は、ピン芸人「たけだバーベキュー」として活動を開始する。2013年には1冊目の著書『豪快バーベキューレシピ』を発売、売り上げ2万5千部を記録した。2013年にはカナダ・アルバータ州のバーベキュー大使に認定され、アルバータ州で行われたバーベキューのイベントに参加し、帰国後はカナダ大使館で報告会を行った。この事を吉本本社で会った会長の大﨑洋から「カナダ行って大使館に報告ってめっちゃすごいやんか」と言われ、自身がすごいことをしたのだという実感が湧いたという。
2014年のR-1ぐらんぷりでは3回戦に進んだ。
2017年5月30日、出身地である兵庫県加古川市の「加古川観光大使」に任命された。

## 書籍
- 『豪快バーベキューレシピ』（2013年4月、池田書店、ISBN 978-4-262-16271-3）
- 『モテ×ウケ! バーベキューレシピと超ラクアウトドア』（2014年3月、学研パブリッシング、ISBN 978-4-05-800208-7）
- 『魔法のアルミホイルレシピ100』（2014年8月、ヨシモトブックス、ISBN 978-4-8470-9263-3）
- 『超豪快バーベキューアイディアレシピ』（2017年4月、池田書店、ISBN 978-4-262-16273-7）